# Hồ sơ sức khỏe cá nhân
Hồ sơ sức khỏe cá nhân (personal health record - PHR) là một hồ sơ sức khỏe trong đó dữ liệu sức khỏe và các thông tin khác liên quan đến việc chăm sóc bệnh nhân được bệnh nhân giữ.  Điều này trái ngược với hồ sơ y tế điện tử được sử dụng rộng rãi hơn, được điều hành bởi các tổ chức (như bệnh viện) và chứa dữ liệu được nhập bởi các bác sĩ lâm sàng (như dữ liệu thanh toán) để hỗ trợ yêu cầu bảo hiểm.  Mục đích của PHR là cung cấp một bản tóm tắt đầy đủ và chính xác về lịch sử y tế của một cá nhân có thể truy cập trực tuyến.  Dữ liệu sức khỏe trên PHR có thể bao gồm dữ liệu kết quả do bệnh nhân báo cáo, kết quả phòng thí nghiệm và dữ liệu từ các thiết bị như cân điện tử không dây hoặc (được thu thập thụ động) từ điện thoại thông minh.

## Định nghĩa
Thuật ngữ "hồ sơ sức khỏe cá nhân" không phải là mới.  Thuật ngữ này được sử dụng sớm nhất là vào tháng 6 năm 1978, vào năm 1956, có một tài liệu tham khảo được đưa ra cho một "nhật ký sức khỏe cá nhân".  Thuật ngữ "PHR" có thể được áp dụng cho cả hệ thống trên giấy và máy tính;  việc sử dụng vào cuối những năm 2010 thường bao hàm một ứng dụng điện tử được sử dụng để thu thập và lưu trữ dữ liệu sức khỏe.

Đầu những năm 2000, các tổ chức chăm sóc sức khỏe bắt đầu đề xuất các định nghĩa chính thức về thuật ngữ này.  Ví dụ: 
The Personal Health Record (PHR) is an Internet-based set of tools that allows people to access and coordinate their lifelong health information and make appropriate parts of it available to those who need it. PHRs offer an integrated and comprehensive view of health information, including information people generate themselves such as symptoms and medication use, information from doctors such as diagnoses and test results, and information from their pharmacies and insurance companies.— Markle Foundation's Personal Health Working Group, Connecting for Health (2003):3

 Điều quan trọng cần lưu ý là PHR không giống như hồ sơ sức khỏe điện tử (EHRs) hoặc hồ sơ y tế điện tử (EMR), là các hệ thống phần mềm được thiết kế để sử dụng bởi các nhà cung cấp dịch vụ chăm sóc sức khỏe.  :19–20   Giống như dữ liệu được ghi trong hồ sơ y tế trên giấy, dữ liệu trong EHRs là các ghi chú bắt buộc về mặt pháp lý đối với dịch vụ chăm sóc được cung cấp bởi các bác sĩ lâm sàng cho bệnh nhân.  Tuy nhiên, nhìn chung không có nhiệm vụ yêu cầu bệnh nhân theo dõi dữ liệu sức khỏe của chính họ.  Giống như EHR và EMR, PHR vẫn có thể thuộc phạm vi điều chỉnh của các chính phủ, tùy thuộc vào nguồn gốc của họ, nhưng việc bảo vệ nghiêm ngặt các dữ liệu của họ vẫn còn thiếu ở các nơi trên thế giới.
PHR có thể chứa một phạm vi dữ liệu đa dạng, bao gồm nhưng không giới hạn ở: 
- Dị ứng và phản ứng có hại của thuốc,
- Bệnh mãn tính,
- Lịch sử y tế gia đình,
- Bệnh tật và nhập viện,
- Báo cáo hình ảnh (ví dụ: X-quang),
- Kết quả xét nghiệm,
- Thuốc và liều lượng,
- Hồ sơ theo toa,
- Phẫu thuật và các thủ tục khác,
- Tiêm chủng và
- Quan sát cuộc sống hàng ngày (ODL)

Có hai phương pháp mà dữ liệu có thể đến trong PHR.  Một bệnh nhân có thể nhập trực tiếp, bằng cách nhập vào các trường hoặc tải lên / truyền dữ liệu từ một tệp hoặc trang web khác.  Thứ hai là khi PHR được buộc vào một hồ sơ sức khỏe điện tử, tự động cập nhật PHR.  Không phải tất cả PHR đều có khả năng giống nhau và PHR riêng lẻ có thể hỗ trợ một hoặc tất cả các phương pháp này.
Ngoài việc lưu trữ thông tin sức khỏe cá nhân của một cá nhân, một số PHR cung cấp các dịch vụ giá trị gia tăng như kiểm tra tương tác thuốc, nhắn tin điện tử giữa bệnh nhân và nhà cung cấp, quản lý các cuộc hẹn và lời nhắc nhở.

## Lợi ích
PHR cho phép bệnh nhân truy cập vào một loạt các nguồn thông tin y tế, thực hành y tế tốt nhất và kiến thức về sức khỏe.  Tất cả hồ sơ y tế của một cá nhân được lưu trữ ở một nơi thay vì các tập tin trên giấy trong các văn phòng của các bác sĩ khác nhau.  Khi gặp phải một tình trạng y tế, một bệnh nhân có thể truy cập kết quả xét nghiệm tốt hơn, liên lạc với bác sĩ của họ và chia sẻ thông tin với những người khác bị chứng tương tự.
Hơn nữa, PHR có thể mang lại lợi ích cho bác sĩ lâm sàng.  PHR cung cấp cho bệnh nhân cơ hội để gửi dữ liệu của họ đến EHRs của bác sĩ lâm sàng.  Điều này có thể giúp các bác sĩ lâm sàng đưa ra quyết định điều trị tốt hơn bằng cách cung cấp dữ liệu liên tục hơn, dẫn đến hiệu quả chăm sóc được cải thiện.  Tuy nhiên, một số bác sĩ có thể có mối quan tâm về thông tin nhập vào bệnh nhân và tính chính xác của nó, cũng như liệu sự tham gia của bệnh nhân được tạo ra có thể tạo ra nhiều việc hơn mà không được trả tiền.